# Jyske mesterskab 1911-12 (fodbold)
Det jyske mesterskab i fodbold 1912-13 var den 14. udgave af turneringen om det jyske mesterskab i fodbold for herrer organiseret af Jysk Boldspils-Union. Turneringen blev vundet af Vejle BK, som i finalen besejrede de regerende mestre AaB.. Kredsvindere: AaB, Skive IK, AGF, Vejle BK, Vamdrup BK

## Kvalifikation til kredsfinale
12/5 1912: AGF - Skive IK 2-3 (2-0)

## Kredsfinaler
12/5 1912: Vejle BK - Vamdrup BK 6 - 1
19/5 1912: Skive IK- AaB 1 - 3 (1 - 2). Spillet i Randers.

## Finale
2/6 1912: Vejle - AaB 5 - 1 (1 - 1)
 Spillet i Vejle.

## Øvrige kilder
- Alstrup, Aksel (1950-1953). "JBU-mesterskabernes fordeling". Jysk Fodbold i Fortid og Nutid - Bind 1 & 2. Odense: Jydsk Boldspil-Union, Østergaards Forlag. s. 88-92.
- Johannes Gandil (1939): Dansk fodbold, Sportsbladets forlag.